# Charles Thomas-Laprise
Charles Jean Étienne Thomas-Laprise est un homme politique français né le 26 octobre 1758 à Domfront (Orne) et décédé le 2 décembre 1838 à Juvigny-sous-Andaine (Orne).
Avocat avant la Révolution, il est juge de paix en 1790 puis procureur syndic du district de Domfront. Premier suppléant à la Convention, il est immédiatement admis à siéger. Il vote la mort de Louis XVI, avec sursis. Il est réélu au Conseil des Cinq-Cents le 22 vendémiaire an IV et siège jusqu'au 1er prairial an VI. Il est ensuite commissaire près le tribunal civil d'Alençon puis procureur impérial à Domfront. Révoqué sous la Première Restauration, il est député de l'Orne en 1815, pendant les Cent-Jours. Exilé comme régicide en 1816, il obtient de revenir en France en 1818.

## Sources
- « Charles Thomas-Laprise », dans Adolphe Robert et Gaston Cougny, Dictionnaire des parlementaires français, Edgar Bourloton, 1889-1891 [détail de l’édition]